# Ischnura pamelae
Ischnura pamelae – gatunek ważki z rodziny łątkowatych (Coenagrionidae).